# Pietro Alamanno

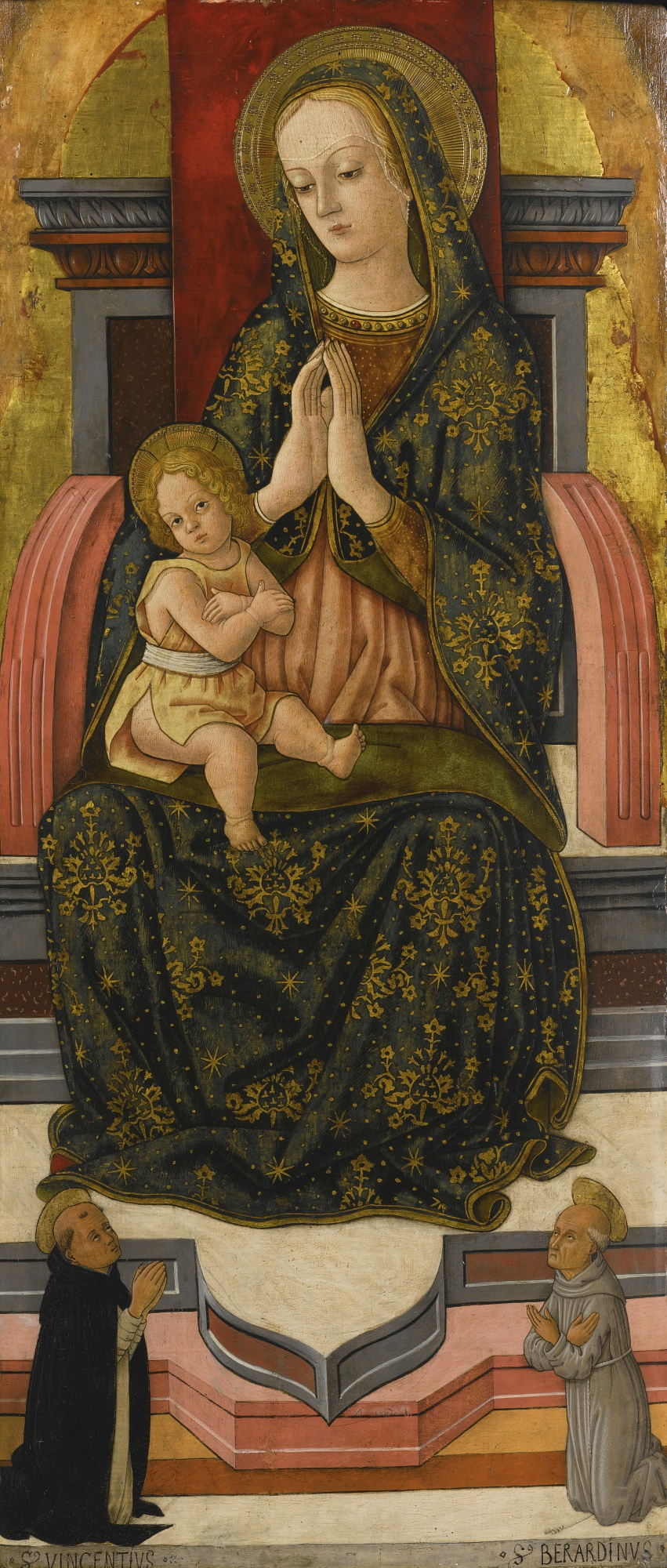
Madonna z dzieciątkiem i ze świętymi

Pietro Alamanno, właśc. Pietro Alamanno di Góttweih (zm. 1498) – włoski malarz pochodzenia niemieckiego.
Osiadł w Ascoli Piceno w 1477, gdzie kupił dom. Przybył zapewne ze względu na obecność w mieście Carlo Crivelliego. W mieście żyła duża grupa Niemców, którzy między innymi trudnili się drukarstwem. Dokumenty wymieniają m.in. Guglielma z Linis, który przez niektórych uważany jest za ojca Pietro Alamanno.
W twórczości Alamanno zaobserwować można wpływy szkoły padewskiej, weneckiej oraz takich twórców jak Giorgio Schiavone i Nicola di Maestro Antonio. Włoscy znawcy sztuki włączają twórczość Alamanno w tzw. nurt Odrodzenia adriatyckiego (wł. Rinascimento adriatico), który wywarł duży wpływ na twórców tego okresu mieszkających w Wenecji, Padwie, Marchii Ankońskiej oraz Dalmacji. W tym czasie w Padwie tworzyli dwaj znani artyści z Camerino: Gerolamo di Giovanni i Giovanni Beccati. Ich obrazy inspirowały Carlo Crivelliego i Pietro Alamanno. Alamanno wzorował się również na twórczości Antonio z Fabriano.
W roku 1485 Alamanno otrzymał obywatelstwo, będąc już wtedy znanym artystą w mieście. Malował obrazy zamawiane przez władze miasta. Znawcy przedmiotu przypisują mu nawet autorstwo niektórych fresków w Palazzo dei Capitani w Ascoli Piceno. W ostatnich latach swego życia tworzył dla małych miast w pobliżu Teramo. Przypisuje mu się nawet freski w Santuario della Madonna delle Grazie w Teramo.

## Dzieła
W swojej twórczości artysta był tak zbliżony do Carlo Crivelliego, iż znawcy sztuki mają trudności z przypisywaniem dzieł jednemu i drugiemu malarzowi. Niektóre dzieła Alamanno przechowywane są w muzeum miejskim w Ascoli Piceno.
- Poliptyk, Montefalcone Appennino
- Poliptyk z Monterubbiano, muzeum w Brerii
- Tryptyk, Castel Folignano
- Poliptyk, Montefortino
- Zwiastowanie, Ascoli Piceno, 1484
- Tryptyk świętej Rufiny, Cesano di Valle Castellana, 1497